# Jekaterina Sementschuk
Jekaterina Sementschuk (russisch Екатерина Семенчук; geboren am 24. März 1976 in Minsk, Sowjetunion) ist eine russische Opernsängerin des Stimmfaches Mezzosopran.
International wird ihr Name auch in der englischen Transkription Ekaterina Semenchuk angegeben.

## Leben und Werk
Sementschuk studierte Gesang am Rimski-Korsakow-Konservatorium St. Petersburg. Ihr Repertoire umfasst die klassischen Mezzopartien der italienischen, französischen und russischen Oper.
Seit 2000 gastiert sie bei den Salzburger Festspielen; ihr Debüt hatte sie mit 24 Jahren. Gemeinsam mit Chor und Orchester des Mariinski-Theaters unter Leitung von Valery Gergiev war sie konzertant in drei russischen Opern zu hören: als Polina in Pique Dame, als Knabe in der Legende von der unsichtbaren Stadt Kitesch und 2004 als Sonja in Krieg und Frieden – an der Seite von Anna Netrebko. 2013 übernahm sie in Don Carlo im Großen Festspielhaus die Prinzessin Eboli. Es inszenierte Peter Stein, es dirigierte Antonio Pappano. Für 2015 wurde sie – wiederum gemeinsam mit Netrebko – als Azucena in der Alvis-Hermanis-Inszenierung des Trovatore ans Große Haus in Salzburg verpflichtet.
Nach ihren ersten Salzburger Auftritten entfaltete sich eine internationale Karriere, die zu Verpflichtungen an zahlreiche renommierte Opernhäuser führte:
- Am Mariinski-Theater in St. Petersburg und beim Edinburgh Festival war sie Didone in Les Troyens, es dirigierte Valery Gergiev.
- An der Metropolitan Opera in New York sang sie die Marina (in Boris Godunow), die Sonja und die Polina.
- An der Los Angeles Opera wurde sie als Fricka in Wagners Walküre verpflichtet.
- Am Royal Opera House Covent Garden in London übernahm sie unter anderem die Olga im Eugen Onegin.
- An der Staatsoper Unter den Linden in Berlin sang sie Preziosilla (in La forza del destino) und Polina unter Leitung von Daniel Barenboim, sowie die Amneris.
- Am Palau de les Arts Reina Sofía in Valencia debütierte sie als Azucena im Trovatore und sang auch die Preziosilla, es dirigierte Zubin Mehta.
- In der Arena di Verona debütierte Sementschuk in der Titelpartie von Carmen und sang auch die Amneris in Aida.
- An der Opera di Roma übernahm sie die Titelpartien in La Gioconda und Samson et Dalila.
- Am Teatro alla Scala in Milano war sie in Berlioz’ Roméo et Juliette und als Amneris zu hören sowie als Azucena in Il trovatore (letzteres unter der Leitung von Daniele Rustioni).
- Am Teatro San Carlo von Napoli sang sie Azucena und Amneris, es dirigierte Nicola Luisotti.
- Die San Francisco Opera verpflichtete sie als Frederica in Luisa Miller und als Amneris, wiederum mit Luisotti am Pult.
- Bei den Salzburger Festspiele 2017 sang sie die Amneris in Verdis Aida, es dirigierte Riccardo Muti (mit Anna Netrebko in der Titelpartie).

Weiters trat die Künstlerin unter anderem auch in konzertanten und szenischen Produktionen in Amsterdam, Bukarest, Moskau, Tel Aviv und Verbier auf, sowie am Théâtre des Champs-Élysées und an der Opéra Bastille in Paris. Zwischendurch kehrt Sementschuk regelmäßig an ihr Stammhaus, das Marinsky Theater in St. Petersburg, zurück, wo sie als in den Verdi-Rollen Amneris, Azucena, Eboli und Preziosilla Erfolge verbuchen konnte.
Am 10. April 2015 debütierte Sementschuk an der Wiener Staatsoper, als Giovanna Seymour in Donizettis Anna Bolena. Ihre Rivalin in der Oper und die Sängerin der Titelpartie war wiederum Anna Netrebko.
Sementchuk singt in den bedeutendsten Konzertsälen der Welt, zumeist mit ihrem Klavierpartnern Semjon Skigin und Helmut Deutsch: Im Wiener Konzerthaus gab sie einen Schostakowitsch-Liederabend, in der Londoner Wigmore Hall sang sie Tschaikowsky. Tourneen führten sie durch Europa und Nordamerika. Unter Gustavo Dudamel übernahm sie die Mezzo-Partie im Verdi-Requiem, unter James Conlon sang sie das Dvořák-Requiem (mit dem Orchestre de Paris) und Das klagende Lied von Gustav Mahler (mit dem Chicago Symphony Orchestra beim Ravinia Festival). An der Accademia di Santa Cecilia in Rom, dirigiert von Wassili Petrenko, gestaltete sie eine Gesangspartie in der Kantate Alexander Newski von Sergej Prokofjew. Im Amsterdamer Concertgebouw und im Wiener Konzerthaus übernahm sie das Gesangssolo in Berlioz’ La mort de Cléopâtre, es dirigierte Valery Gergiev. Weitere Auftritte führten sie an die Carnegie Hall in New York und die Suntory Hall in Tokyo.
Sementschuk übernahm 2017 bei den Salzburger Festspielen die Amneris in der Aida unter Riccardo Muti.

## Aufnahmen (Auswahl)
- Russian Songs – Larissa Gergieva, Ekaterina Sementchuk (Harmonia Mundi, 2006) bei AllMusic (englisch)
- Oedipus Rex, dirigiert von Valery Gergiev,
- Sarti Magnificat-Gloria (Mattia Rondelli, Baarbara Frittoli), Sony Classical
- Amneris in Aida, dirigiert von Antonio Pappano, Warner

Auf DVD
- Don Carlo (ORF, Salzburg Festival, Pappano),
- Aida (RAI 5, San Carlo, Nicola Luisotti)
- Il Trovatore (RAI 5, La Scala, Daniele Rustioni).